# 光部樹
光部 樹（こうべ たつき、1987年12月17日 - ）は、日本の男性声優。静岡県出身。アトミックモンキー所属。

## 略歴
声優になる前は実家が建築業だったことから大学を出て土建屋として働いていたが、アニメや映画が好きだったことから、「これでいいのかな」「これがやりたいことなのかな」という思いが消えず、「声優を目指してやるぞ!」と決意し、24歳になった頃に声優を目指したという。目指したきっかけは「夢を追いたい」「やりたいことをやりたい」と思ったと語っている。声優を目指したきっかけの作品に『攻殻機動隊』と『けいおん!』をそれぞれ挙げている。
偶然読んでいた新聞に「脳の成長は25歳で止まる」と書かれており、「新しいことを始めるなら25歳までに始めないと難しい」と書かれていたことから、「声優養成所や専門学校に数年通って事務所に入れなかったら次の養成所に入り直すということも無理」だと考え、アトミックモンキー/声優・演技研究所に入所。卒業後、アトミックモンキーに所属。

## 人物
声優業の他にも、劇団ヘロヘロQカムパニーの劇団員として舞台にも出演している。
特技には絶対音感を挙げており、以前に「楽譜のない曲を演奏したい」と言われ、耳コピでベースの音をひろい、ギターでコードをひろってやっていたという。
その他の趣味・特技には映画鑑賞、お酒を飲むこと、ドラムを挙げている。

## 出演

### テレビアニメ
2018年
- 銀河英雄伝説 Die Neue These（通信士）

2019年
- コップクラフト（選対スタッフ）

2020年
- ポケットモンスター (2019年)（2020年 - 2023年、カメテテ、インテレオン、オノノクス、タイレーツ、ダークライ 他） - 2シリーズ + 特別編
- もっと!まじめにふまじめ かいけつゾロリ（2020年 - 2022年、どろぼう、門番1、フレディ、ケレル、チポリ 他） - 3シリーズ

2021年
- SK∞ エスケーエイト（ギャラリー）
- 進撃の巨人（マーレ市民）
- SHAMAN KING（若者、ジャンクフード）
- 僕のヒーローアカデミア（2021年 - 2024年、市民、通信オペレーター、タルタロス職員、鮮魚店店主、記者、カシ・カシコ 他） - 3シリーズ
- 新幹線変形ロボ シンカリオンZ（オオボケジジイ）

2023年
- ポケットモンスター (2023年)（2023年 - 2025年、ウソッキー、イキリンコ、オニゴーリ、ヤルキモノ、ヨノワール 他）
- パズドラ（SP1）
- 冒険者になりたいと都に出て行った娘がSランクになってた（冒険者）
- MFゴースト（2023年 - 2024年、田中洋二〈実況〉） - 2シリーズ

2024年
- SHAMAN KING FLOWERS（兵士C、兵士D）
- 名探偵コナン（警官、刑事）
- オーイ!とんぼ（2024年 - 2025年、大河）
- ドラえもん（テレビ朝日版第2期）（2024年 - 2025年、犬、筆箱）

2025年
- ねこに転生したおじさん（男子社員、男性重役、山川）
- ヴィジランテ-僕のヒーローアカデミア ILLEGALS-（男性オペレーター、先輩）
- 帝乃三姉妹は案外、チョロい。（普通科教師、ひったくり犯）
- 薫る花は凛と咲く（不良）

### 劇場アニメ
- 遊☆戯☆王 THE DARK SIDE OF DIMENSIONS（2016年）
- 竜とそばかすの姫（2021年）
- 映画かいけつゾロリ ラララ♪スターたんじょう（2022年、クエーン）
- BLUE GIANT（2023年）

### Webアニメ
- ユメノツボミ（2021年、実況[8]）
- Pokémon Evolutions（2021年、市民B）
- ポケットモンスター 神とよばれし アルセウス（2022年、ギンガ団部下、ドクロッグ）
- もっと!まじめにふまじめ かいけつゾロリ ゾロリのへや（2022年、チポリ）
- 放課後のブレス（2023年、クワッス）
- PLUTO（2023年、実況）

### ゲーム
- ポケモンマスターズEX（2022年、マグマ団のしたっぱ〈男〉[9]）
- 帰ってきた 名探偵ピカチュウ（2023年）
- ヘブンバーンズレッド（2025年、モブ）

### ドラマCD
- 放課後カタストロフィ（男子生徒）

### 吹き替え

#### 映画
- ファンタスティック・ビーストとダンブルドアの秘密（2022年[10]）

#### アニメ
- ザ・スーパーマリオブラザーズ・ムービー（2023年）
- FLY!/フライ!（2024年[11]）

### 舞台
いずれも劇団ヘロヘロQカムパニー公演。
- 「DARK CROWS トキノソラ」（2014年11月29日 - 12月7日、シアターサンモール） - 町人役 他[12]
- 「怪盗不思議紳士twice」（2015年6月4日 - 14日、シアターサンモール） - 警官役 他[13]
- 「無限の住人」（2016年2月11日 - 17日、スペース・ゼロ） - 旅人役[14]
- 「犬神家の一族」（2017年4月22日 - 30日、スペース・ゼロ） - 若林弁護士 役[15]
- 「舞台版 声優に死す〜other side」（2017年10月20日 - 29日、スペース・ゼロ） - 中条慎平 役[16]
- 「無限の住人 完結編」（2018年5月13日 - 22日、スペース・ゼロ） - 叢咲正造 役[17]
- 「電波ヒーロー〜夢みるチカラ〜」（2018年9月27日 - 30日、スペース・ゼロ）
- 「冒険秘録 菊花大作戦」（2019年9月28日 - 10月6日、スペース・ゼロ） - 吉岡信敬 役

### その他コンテンツ
- 初歩からの生物学('18)（2018年、放送大学 教養学部放送科目 きき手）
- 高齢期の生活変動と社会的方策('19)（2019年、放送大学 教養学部放送科目 きき手）

### シリーズ一覧
1. ↑  テレビシリーズ（2020年 - 2022年）、特別編『遥かなる青い空』（2022年）、『めざせポケモンマスター』（2023年）
2. ↑  第1シリーズ（2020年）、第2シリーズ（2021年）、第3シリーズ（2022年）
3. ↑  第5期（2021年）、第6期（2022年 - 2023年）、第7期（2024年）
4. ↑  1st Season（2023年）、2nd Season（2024年）

### 初出話一覧
1. ↑  第10話初出
2. ↑  第13話初出
3. ↑  第1129話初出
4. ↑  第1138話初出
5. ↑  第26話初出
6. 1 2  第15話初出
7. ↑  第761話初出
8. ↑  第18話初出
9. ↑  第19話初出
10. ↑  第4話初出
11. 1 2  第5話初出
12. 1 2  第7話初出